# Slaughter (kanadská hudební skupina)
Slaughter (česky vraždění) byla kanadská metalová kapela založená v roce 1984 v Torontu. Hrála thrash metal, ale patří také mezi pionýrské kapely death metalu. Byla ovlivněná metalovými tělesy jako Venom a Sodom. S kapelou chvíli spolupracoval Chuck Schuldiner, frontman legendární skupiny Death.
V roce 1984 vyšlo první demo Meatcleaver a v roce 1987 první studiové album s názvem Strappado.
V roce 1989 se rozpadla a Dave Hewson založil kapelu Strappado (stejný název jako jediné album Slaughter), která existovala v letech 1990–1994. V roce 1994 se skupina Slaughter opět nakrátko zformovala, její definitivní zánik nastal v roce 1995.

## Diskografie

### Demo nahrávky
- Meatcleaver (1984)
- Bloody Karnage (1984)
- Live Karnage (1985)
- Surrender or Die (1985)
- Paranormal (1988)
- The Dark - Demo IV (1988)

### Singly
- Nocturnal Hell (1986)

### Studiová alba
- Strappado (1987)

### Kompilace
Vydané po definitivním rozpadu kapely v roce 1995.
- Not Dead Yet / Paranormal (2001)
- Back to the Crypt / Sadist (2004) - split s Nunslaughter
- Fuck of Death (2004)
- Tortured Souls (2007)
- Nocturnal Karnage (2010)
- Not Dead Yet (2011)
- One Foot in the Grave (2013)